# Complexo arquitetônico e histórico do Kremlin de Cazã
O Complexo Arquitectónico e Histórico do Kremlin de Cazã é a cidadela histórica principal do Tartaristão, situa-se na cidade de Cazã, e foi construído no reinado de Ivã, o Terrível por cima das ruínas do Khan castelo anterior. Marco principal da cidade.
O Kremlin de Cazã foi declarado Património Mundial pela UNESCO em 2000 e combina harmoniosamente elementos da Igreja Ortodoxa Oriental e da cultura Islâmica.

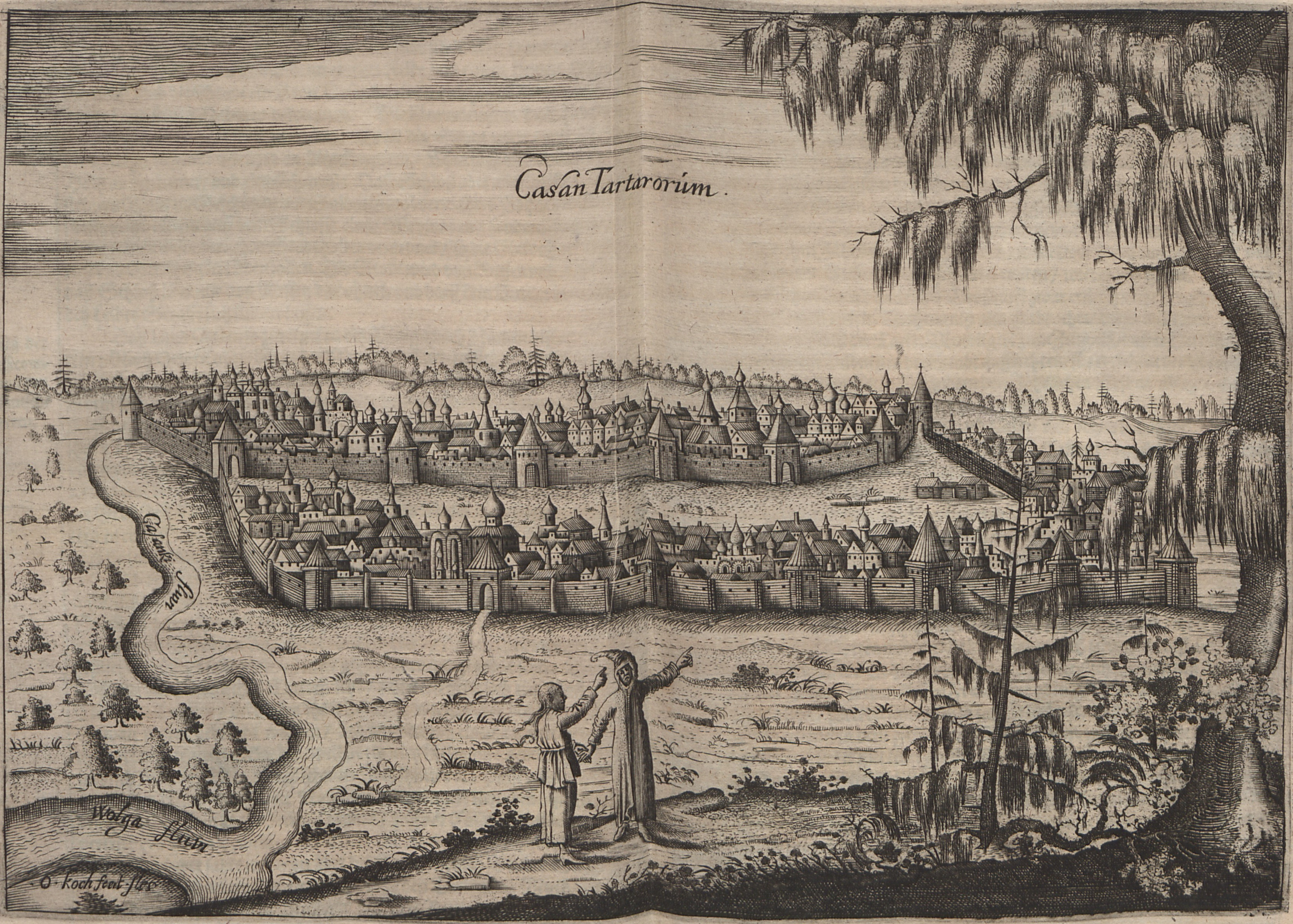
1630
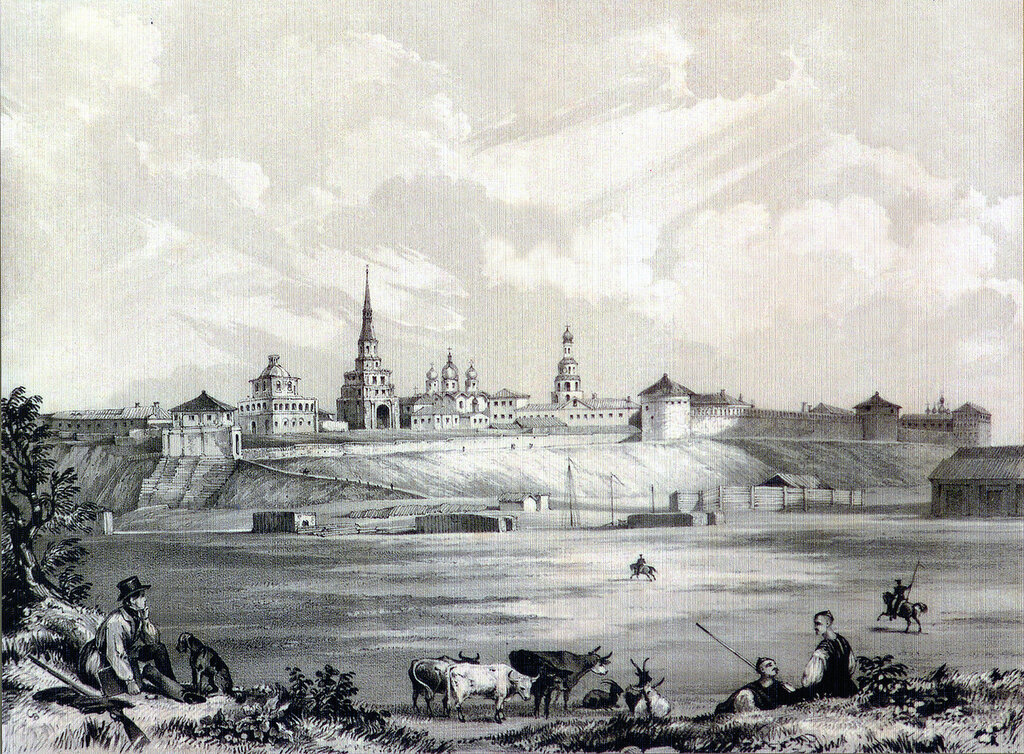
1839

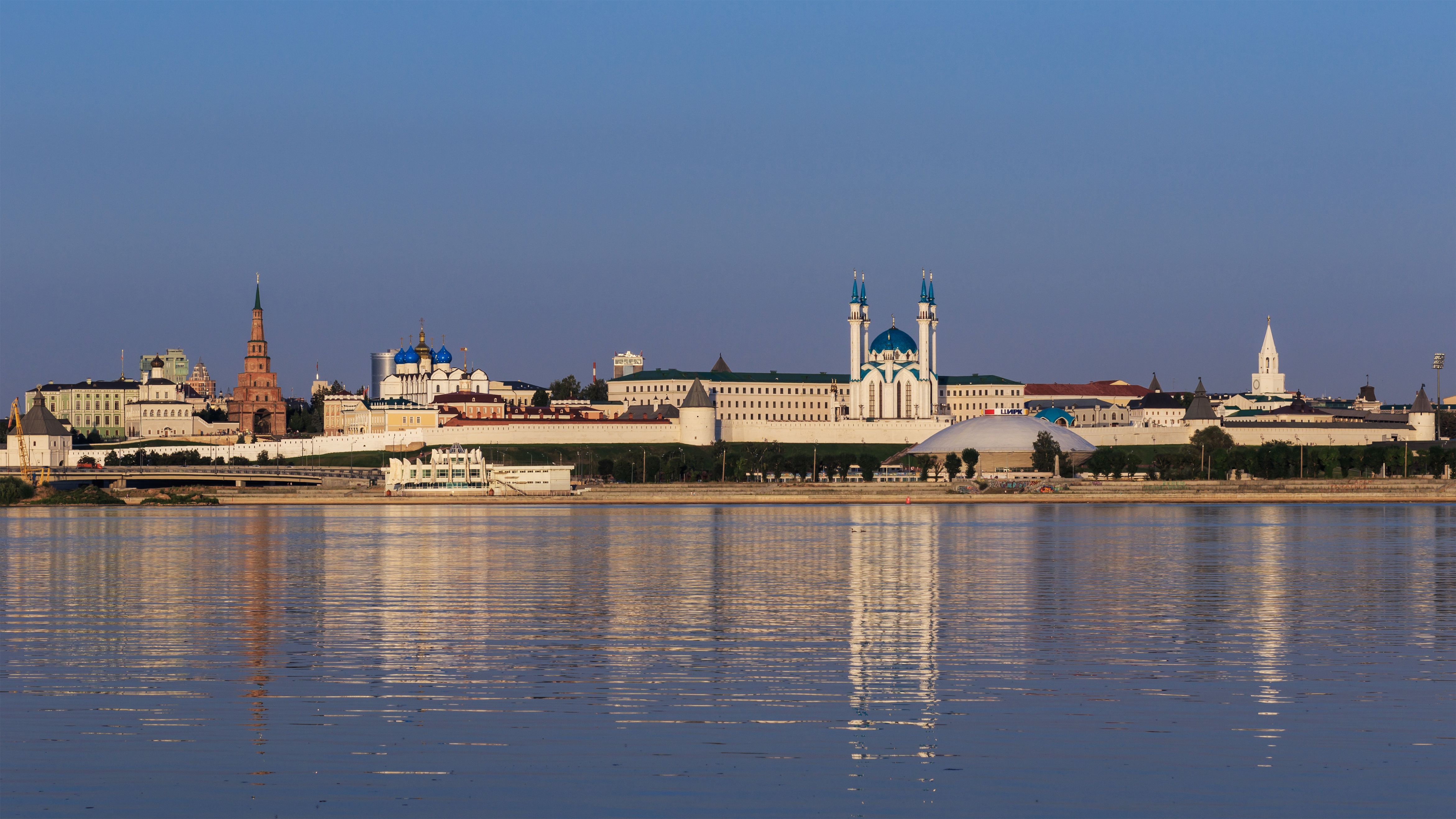
Visão da luz do dia
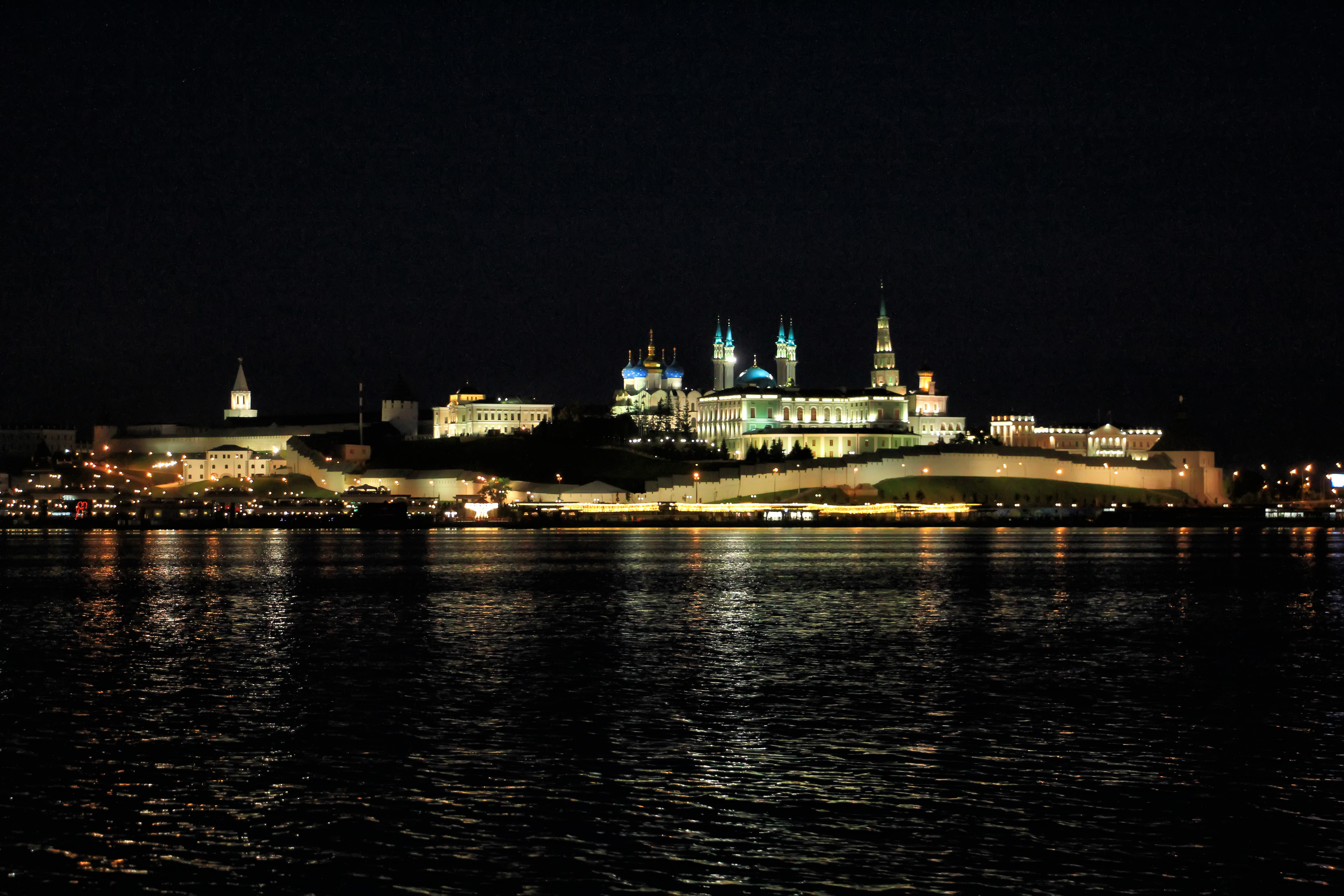
Destaque noturno
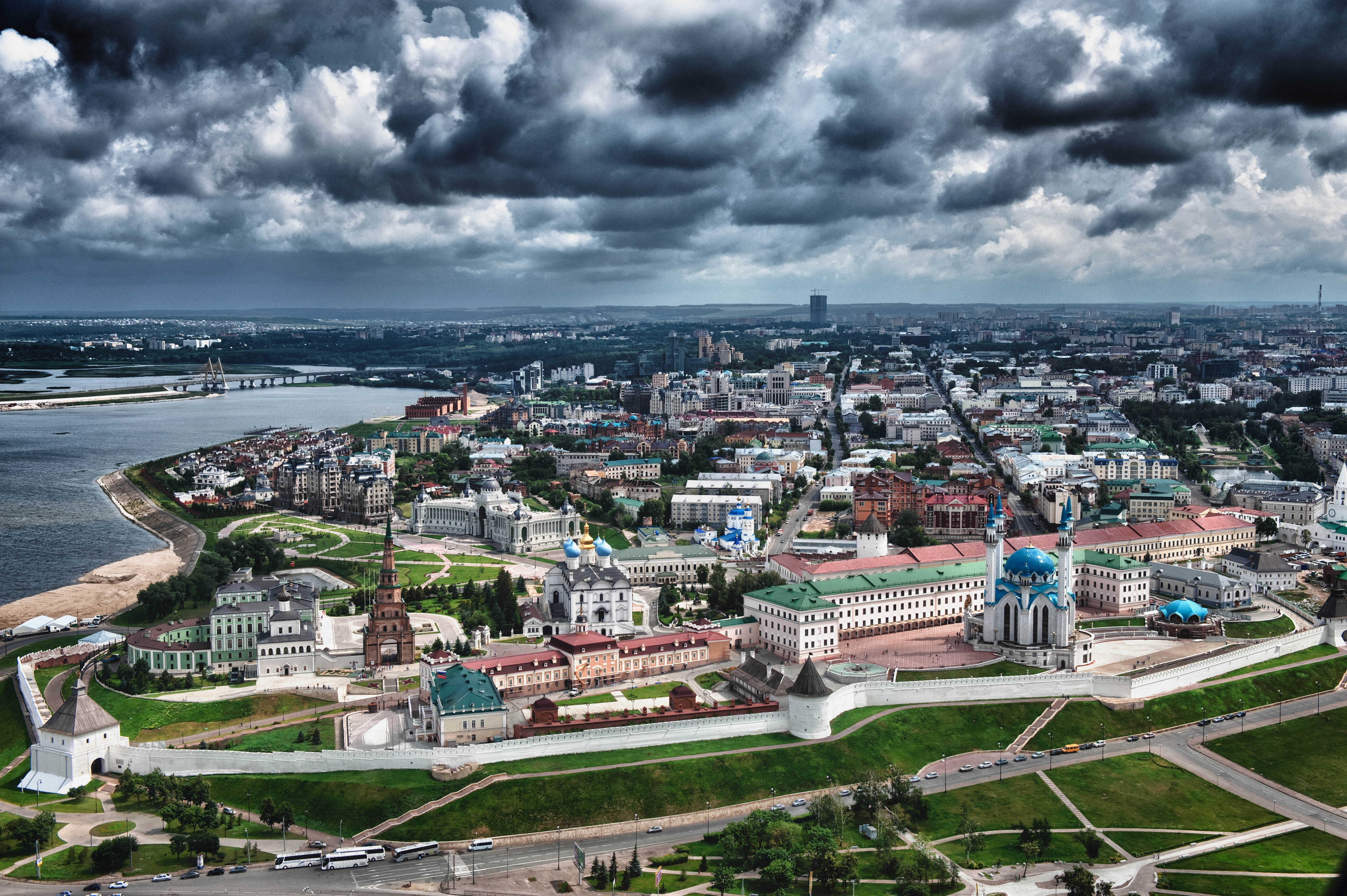
Vista aérea

## Objetos principais

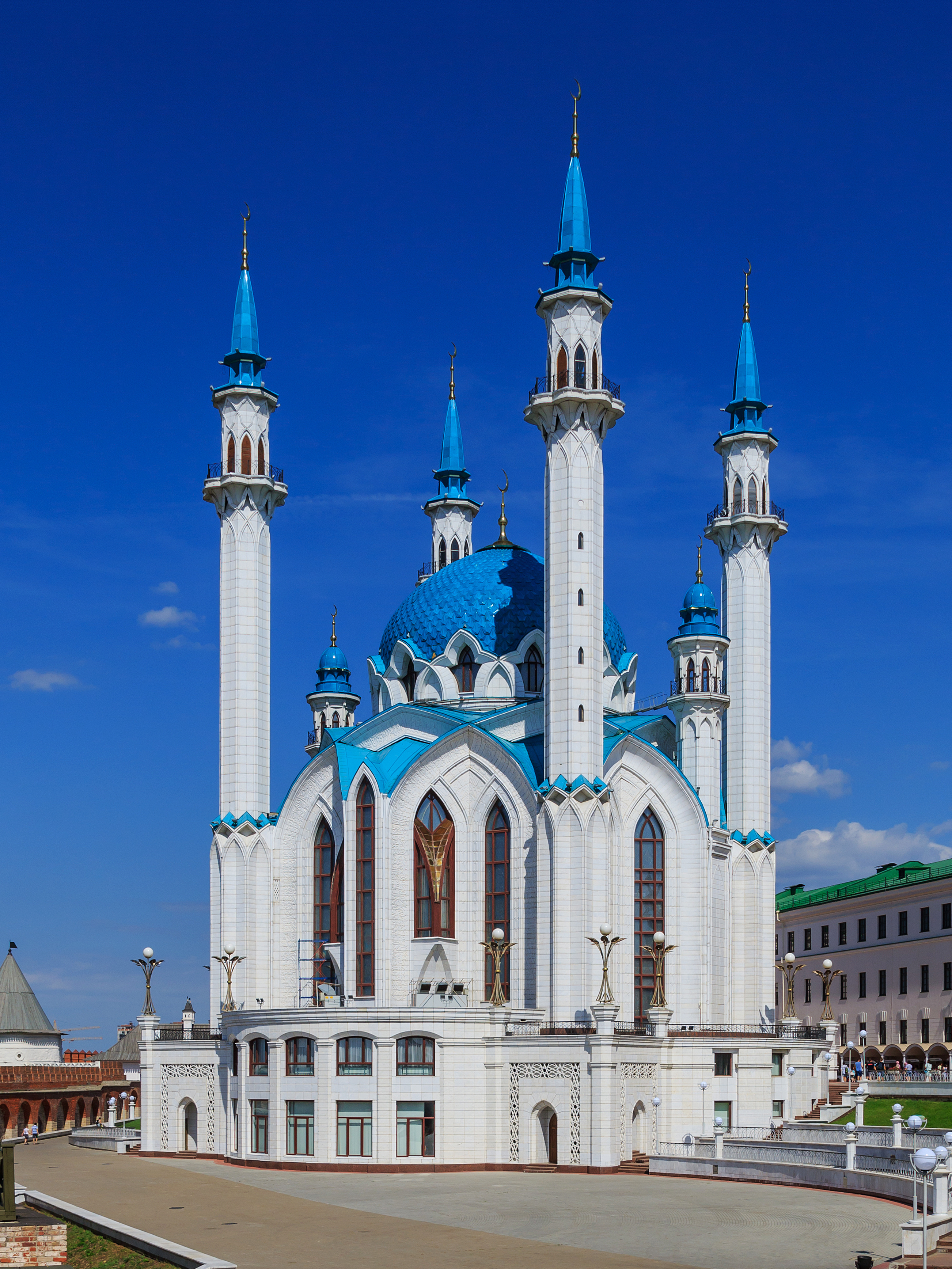
Qolşärif Mesquita
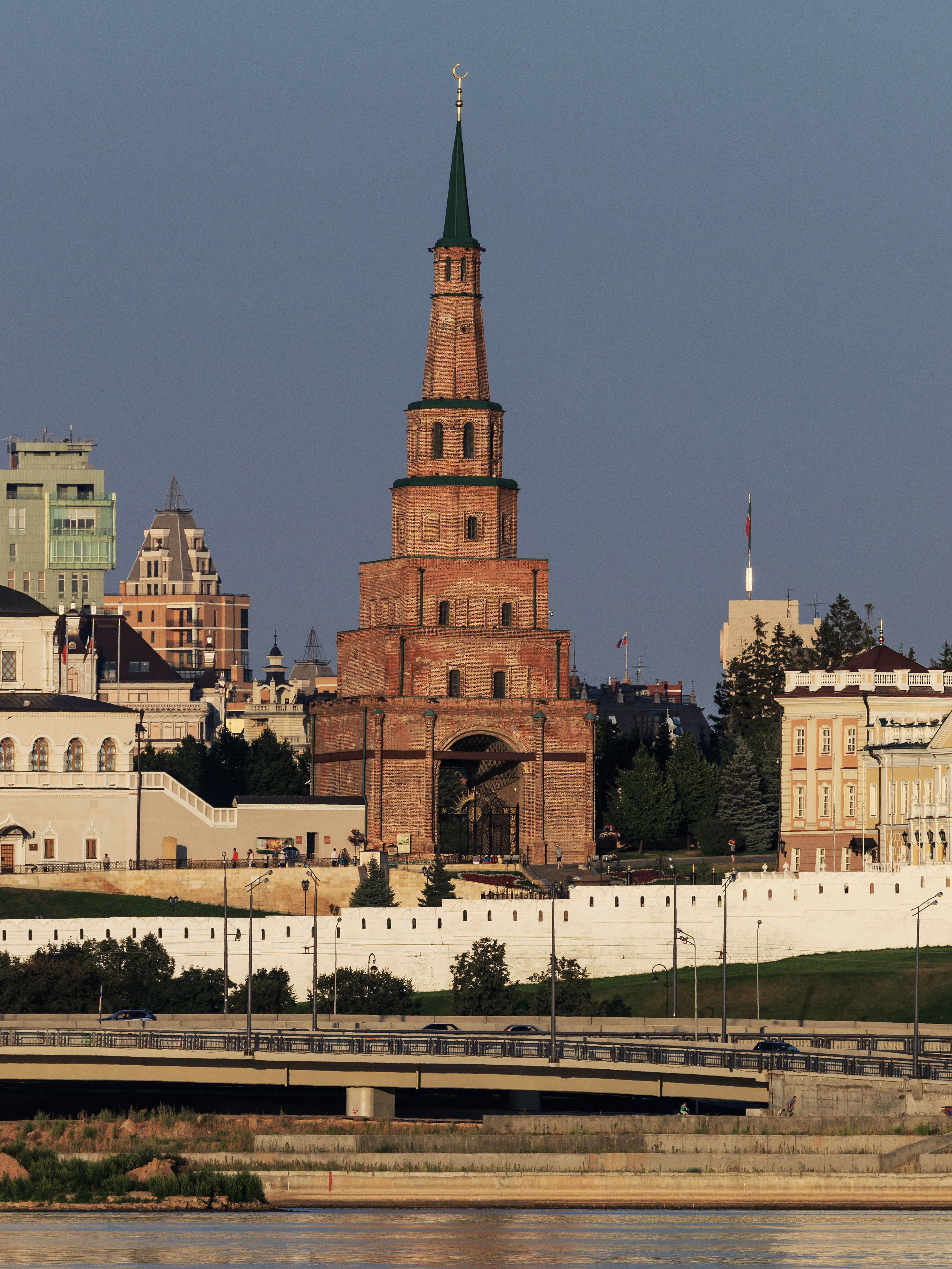
Söyembikä torre
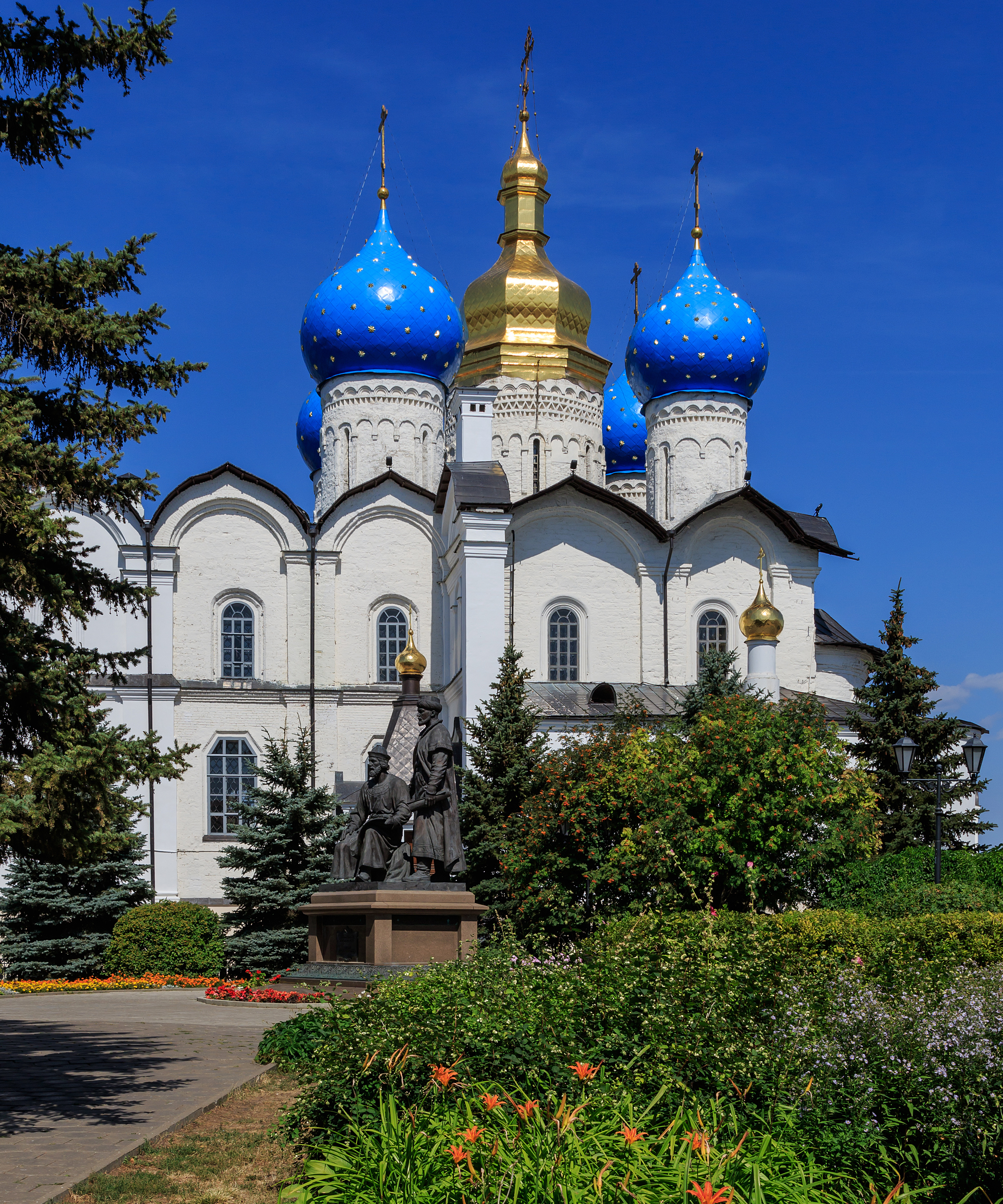
Catedral da Anunciação
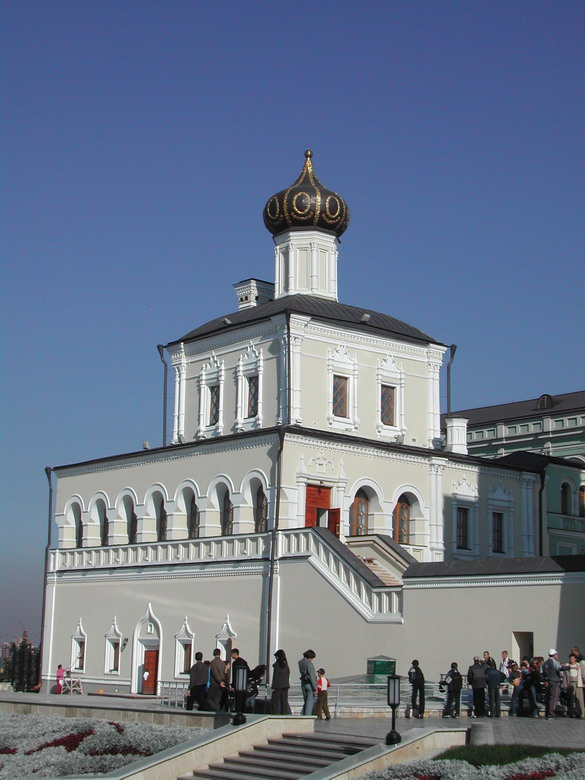
Palácio church

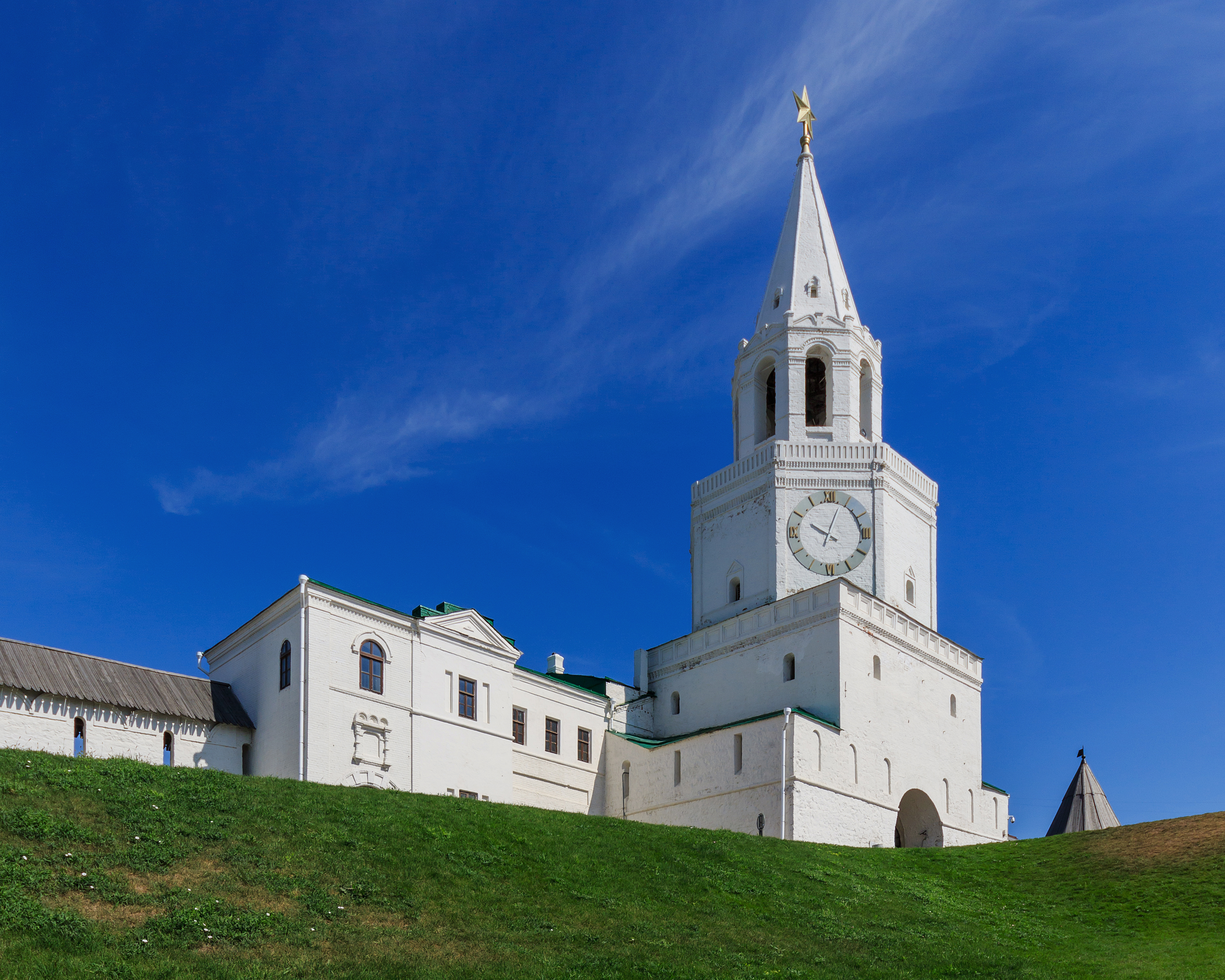
Spasskaya torre
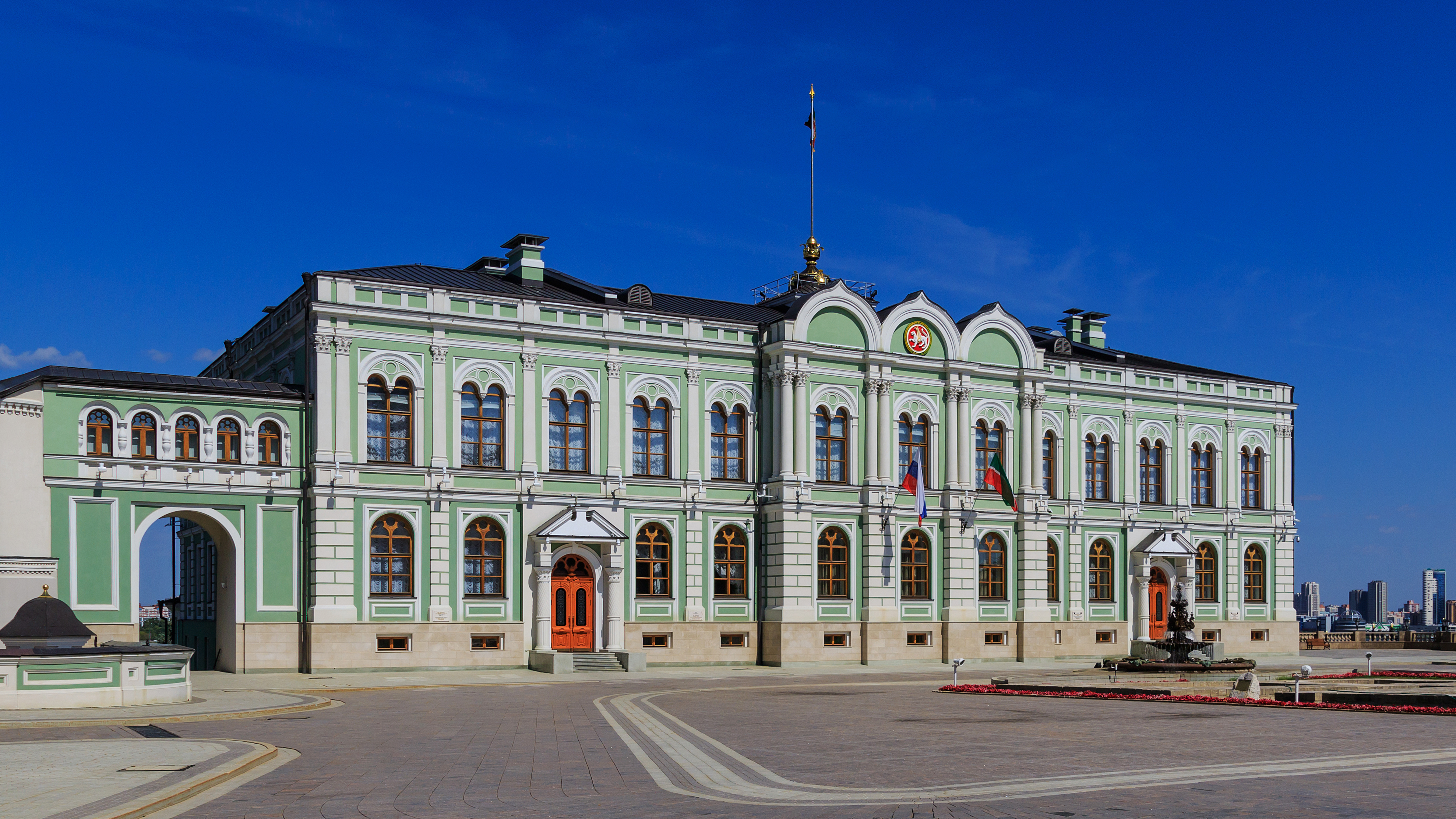
Presidente Palácio
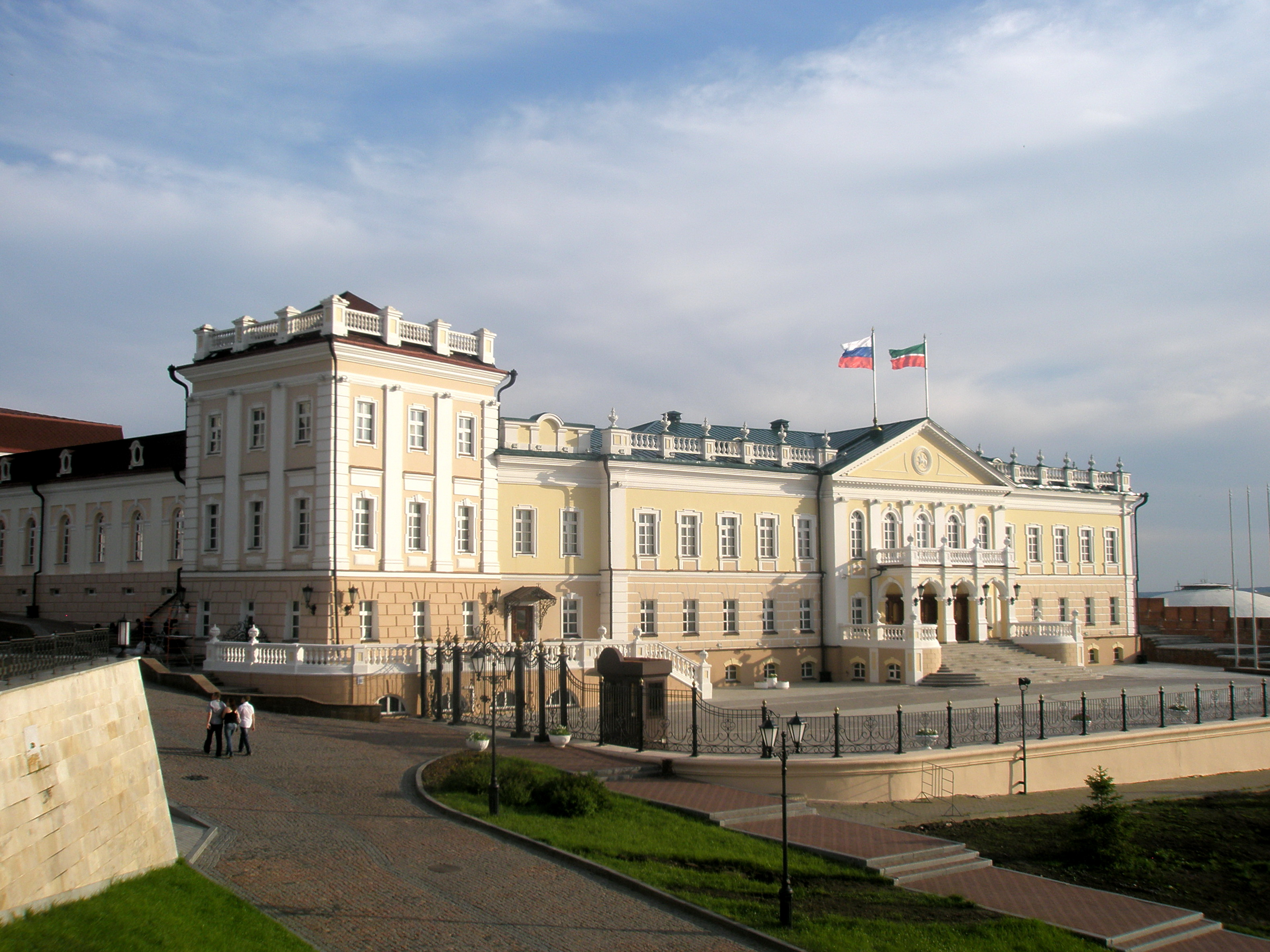
Consistoria Palácio
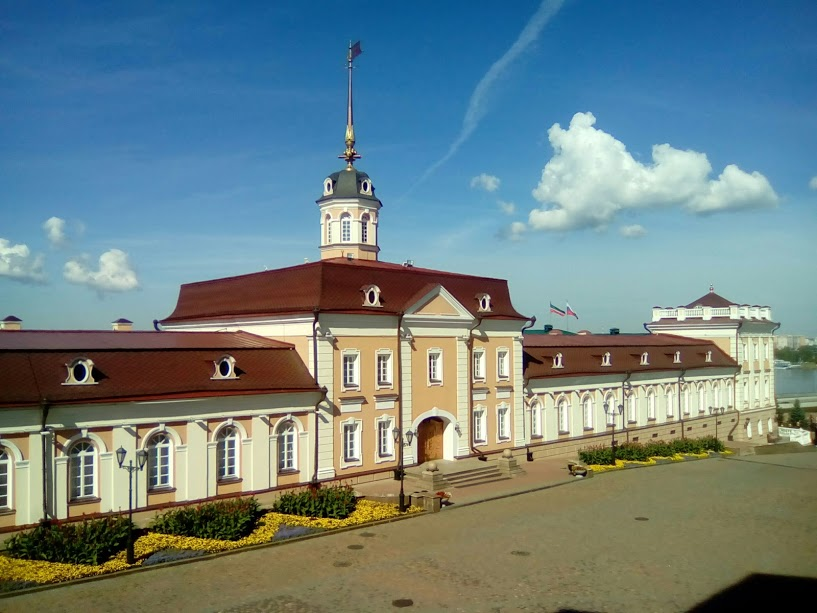
Arsenal Palácio
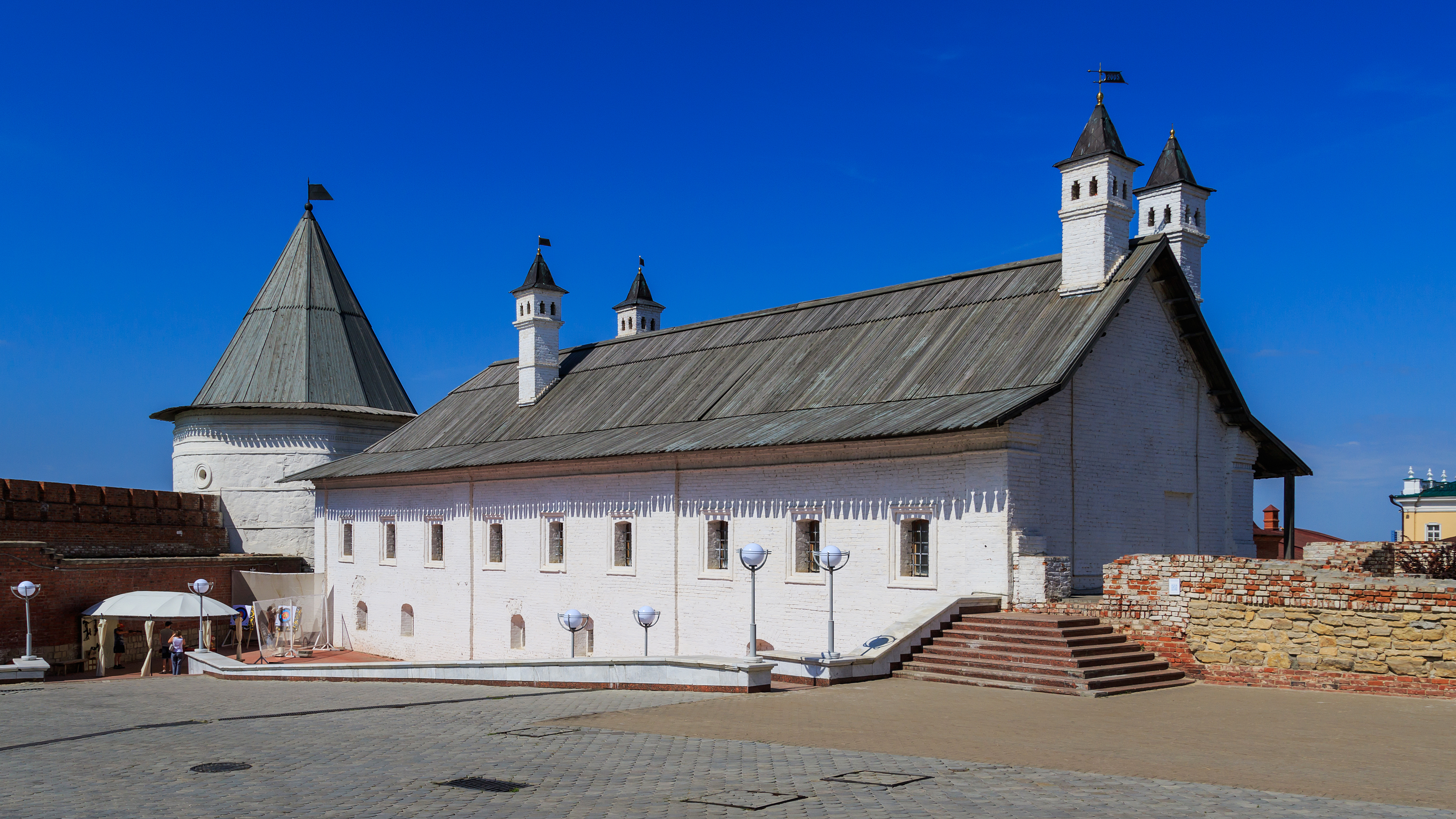
Arsenal Palácio
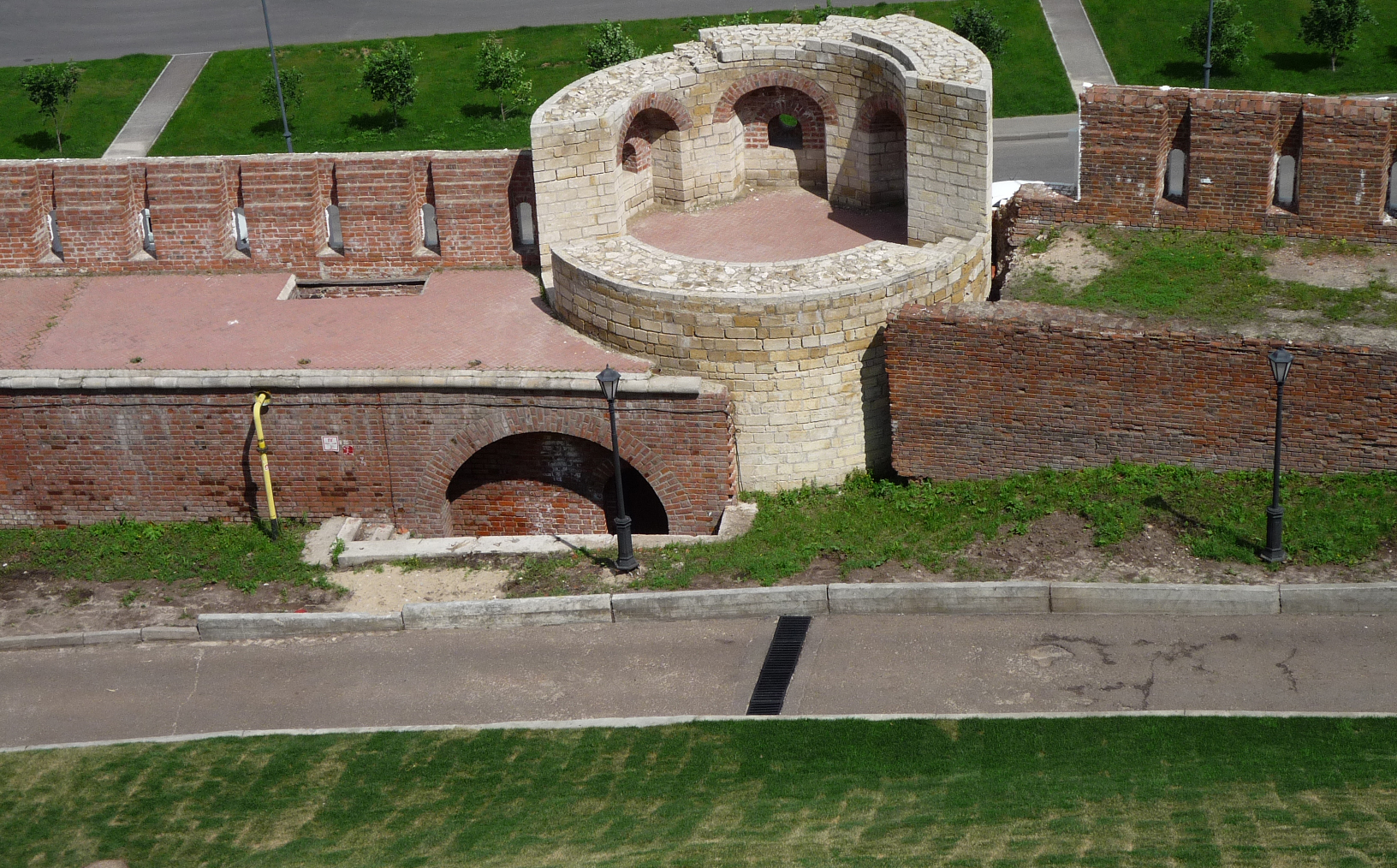
Muro
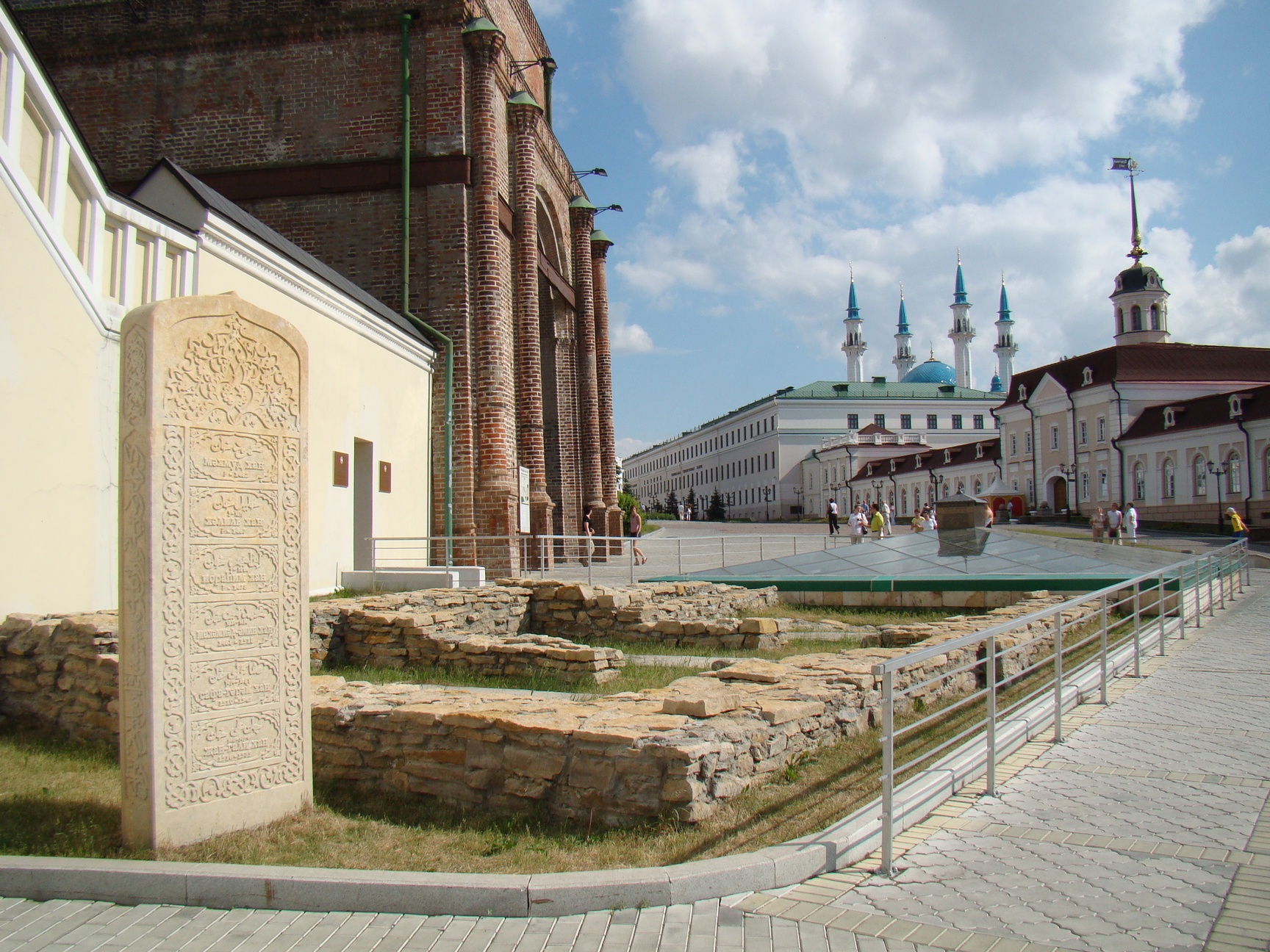
Khan ruinas